# Cyanide (singel Deathstars)
Cyanide – pierwszy singel promujący album Termination Bliss szwedzkiej grupy Deathstars. Wydany w 2005 roku.

## Lista utworów
1. "Cyanide" – 3:55
2. "Termination Bliss" (Piano version) – 3:12